# Куцовка (Черкасская область)
Куцо́вка (укр. Куцівка) — село в Смелянском районе Черкасской области Украины.
Население по переписи 2001 года составляло 840 человек. Почтовый индекс — 20750. Телефонный код — 4733.

## Местный совет
20750, Черкасская обл., Смелянский р-н, с. Куцовка, ул. Ленина, 2

## История
В начале XX века в Куцовской школе преподавала в начальных классах выпускница Киевского училища духовного ведомства  Анна Константиновна  Колодченко (Мелешко) (1885-1964).